# 大熊座σ
大熊座σ，又名BD+67 573，HD 77800、SAO 14769、HR 3609，是大熊座的一颗恒星，视星等为5.14，位于銀經147.27，銀緯38.03，其B1900.0坐标为赤經8h 59m 37s，赤緯+67° 38.03′ 30″。